# Roselin à tête brune
Leucosticte australis
Espèce
Statut de conservation UICN

 EN  : En danger
Le Roselin à tête brune (Leucosticte australis) est une espèce de passereau de la famille des Fringillidae.

## Description

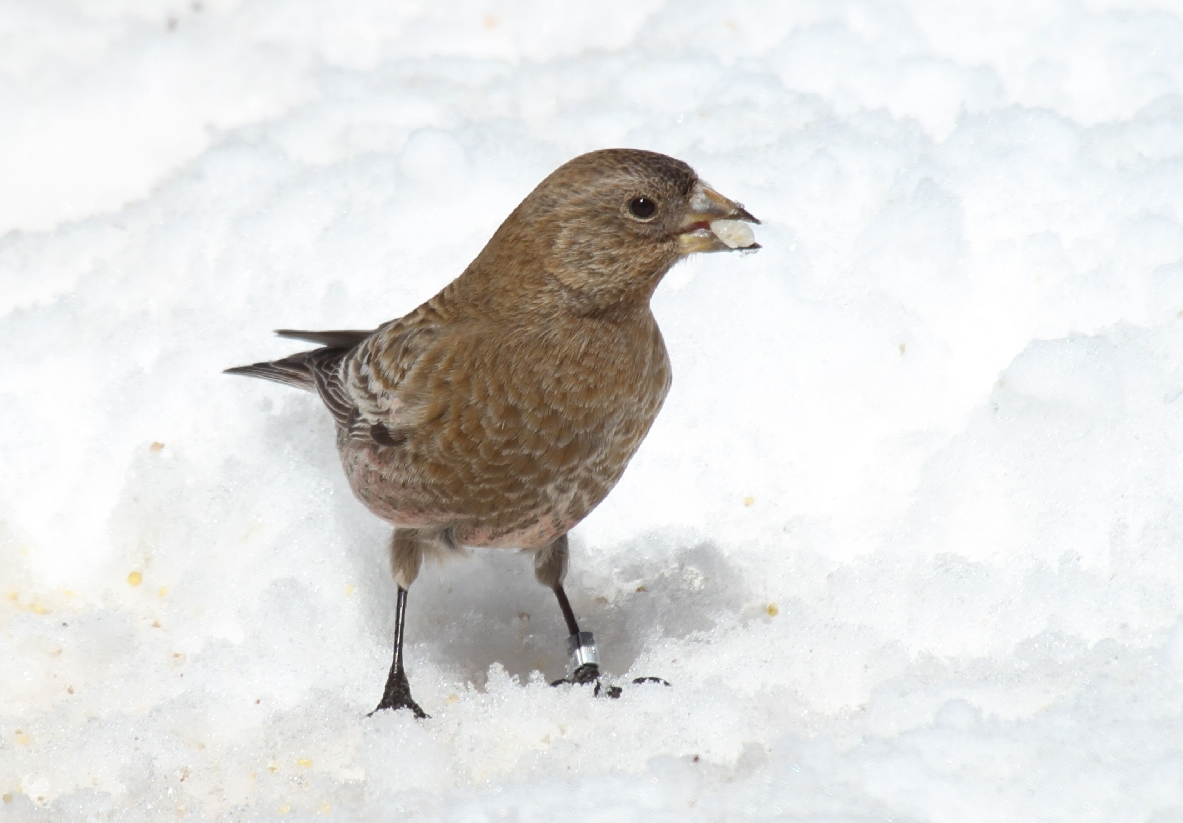
Une roselin à tête brune (monts Sandia, Nouveau-Mexique).

## Alimentation
Il se nourrit essentiellement de pousses, de bourgeons et de graines de plantes alpines naines. En été, il capture aussi des insectes échoués sur la neige et engourdis par le froid ou bien dans les plantes basses.

## Nidification
Le site typique de nidification est une pente rocheuse pourvue de nombreuses cavités à proximité d’une prairie alpine et d’une plaque de neige. Certains nids ont été découverts sur des chevrons dans des constructions humaines. Le nid est une coupe d’herbes sèches et de tiges de fleurs étroitement tissées avec de la mousse, la coupe interne étant tapissée d’herbes plus fines et de plumes de la femelle elle-même. Il abrite trois à cinq œufs blanc immaculés.

## Répartition

Distribution géographique :
aire de reproduction
aire d'hivernage

Son aire s'étend à travers les montagnes Rocheuses : de l'extrême sud du Wyoming au nord du Nouveau-Mexique. Il hiverne à plus basse altitude dans son aire de reproduction.

## Habitat
Il est inféodé à la haute montagne où il évolue dans un milieu d’affleurements rocheux, de plantes alpines, de toundras et de prairies d’altitude en bordure des neiges éternelles et des lacs glaciaires.